# 佐々木隆志 (会計学者)
佐々木 隆志（ささき たかし、1961年 - ）は、日本の会計学者。専門は財務会計論、監査論、公会計論。一橋大学大学院経営管理研究科教授。日本会計研究学会学会賞受賞。会計検査院特別研究官等も務めた。

## 略歴
福島県郡山市出身。
福島県立安積高等学校を経て、1986年慶應義塾大学商学部卒業。1988年一橋大学大学院商学研究科修士課程修了。1991年同博士後期課程単位取得満期退学。新田忠誓に師事し、森田哲弥ゼミにも所属した。2003年『監査・会計構造の研究』で一橋大学より博士（商学）の学位を取得。審査員は安藤英義、新田忠誓、万代勝信。
1991年広島大学経済学部専任講師。1995年助教授。1997年一橋大学商学部助教授。2000年同大学大学院商学研究科助教授。2000年から2002年まで会計検査院特別研究官。2003年一橋大学大学院商学研究科教授。2004年日本会計研究学会学会賞受賞。2006年から2007年までカリフォルニア州立大学サンノゼ州立大学客員研究員。2008年から2012年まで公認会計士試験試験委員。

## 著書
- 『会計学・簿記入門』（共著、白桃書房、1996年）
- 『財務会計論・簿記論入門』（新田忠誓編、白桃書房、2002年）
- 『監査・会計構造の研究』（森山書店、2002年）
- 『会計数値の形成と財務情報』（白桃書房、2005年）
- 『会計制度の設計』（須田一幸編・分担執筆、白桃書房、2008年）